# 莫斯科路面電車
莫斯科路面電車（羅馬化：Moskovsky tramvay）分為兩個網路系統，於1872年開始運行。莫斯科路面電車的兩個網路全長181 km（112 mi），是世界第四大有軌電車網，僅次於墨爾本輕鐵、聖彼得堡路面電車和柏林有軌電車，是莫斯科第二個公共交通系統。

## 外部連結
维基共享资源上的相關多媒體資源：莫斯科路面電車
- Mosgortrans – official website（页面存档备份，存于）
- Moscow (trams) at UrbanRail.net （页面存档备份，存于）

55°45′N 37°37′E / 55.750°N 37.617°E